# Tua Åberg
Tua Åberg, folkbokförd Tua Ann-Charlott Dominique, född 13 mars 1960 i Kalmar, är en svensk operasångerska, koloratursopran. 

## Biografi
Tua Åberg är utbildad vid Operahögskolan i Stockholm och har bland annat varit verksam vid Kungliga Operan och Folkoperan. Hon har även spelat i musikaler, som Christine Daaé i Oscarsteaterns The Phantom of the Opera (1989-1991;alternerande i rollen med Elisabeth Berg) och som Madame de la Grande Bouche i Skönheten och odjuret på Göta Lejon 2005-2006.
Tua Åberg är gift med Jonas Dominique.

## Roller
| År   | Roll                       | Produktion                                                                           | Regi            | Teater          |
| ---- | -------------------------- | ------------------------------------------------------------------------------------ | --------------- | --------------- |
| 1995 | Kunigunda                  | Candide Leonard Bernstein, Lillian Hellmann och Richard Wilbur                       | Richard Looft   | Norrlandsoperan |
| 2005 | Madame de la Grande Bouche | Skönheten och odjuret (Beauty and the Beast) Alan Menken, Howard Ashman och Tim Rice | Hans Berndtsson | Göta Lejon      |

## Priser och utmärkelser
- 1991 – Dagens Nyheters Kasperpriset, för The Phantom of the Opera